# サム・バーンズ
サム・バーンズ（Sam Berns、Sampson Gordon "Sam" Berns、サンプソンゴードン "サム"バーンズ、1996年10月23日 - 2014年1月10日）は、アメリカ合衆国の活動家である。早老症を患い、この病気についての認識を高めるのに貢献した   2013年1月に彼を主人公にした HBOのドキュメンタリー Life According to Sam が初めて上映された　  がその1年後「幸せな人生のための私の哲学」と題されたTEDx Talksビデオに出演後に亡くなった 。 

## プロジェリア研究財団
彼の両親であるスコット・バーンズとレスリー・ゴードンはどちらも小児科医であり、息子が2歳のときに診断を受ける  。およそ1年後、病の認知を高め、病気の根本的な原因から考えうる治療法の研究を促進して患者支援のためのリソースを提供するために同様の患者を抱える家族とともにプロジェリア研究財団（Progeria Research Foundation） を設立  。 

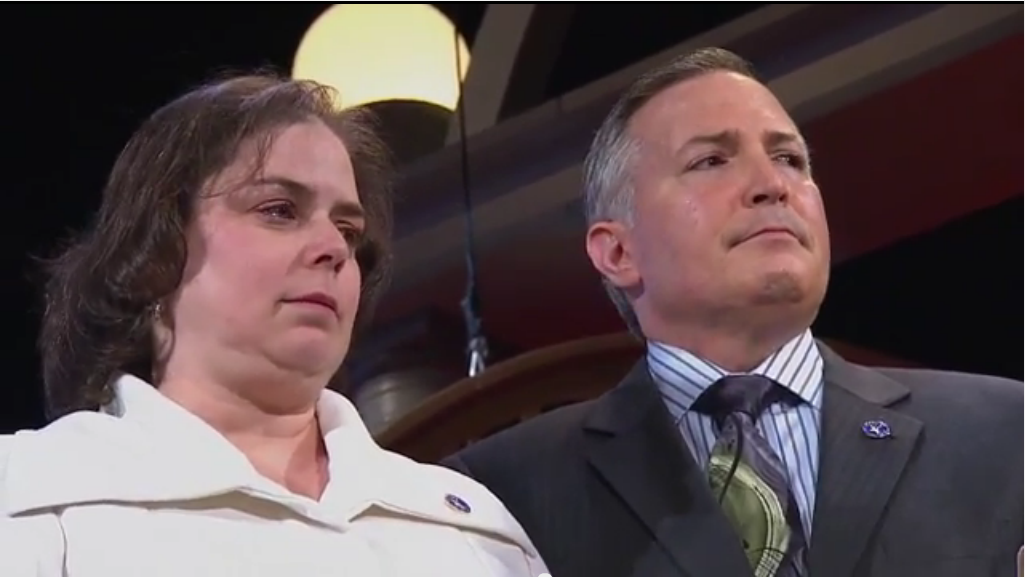
ピーボディ賞授賞式でのサムの両親であるスコット・バーンズとレスリー・ゴードン。

## 参照資料
1. 1 2  Fox, Margalit (2014年1月14日). “Sam Berns, 17, Public Face of a Rare Illness, Is Dead”. The New York Times. 2019年8月11日閲覧。
2. ↑  Fox, Margalit (2014年1月13日). “Sam Berns, 17, Public Face of a Rare Illness, Is Dead”. The New York Times 2014年1月14日閲覧。
3. ↑  “The Short, Remarkable Life of Sam Berns Turned Spotlight on Progeria”.   news.nationalgeographic.com. 2014年1月14日閲覧。
4. ↑  “Sam Berns, Star of Life According to Sam, Dies at Age 17 – Regina Weinreich”. The Huffington Post 2014年1月14日閲覧。
5. ↑  Sam Berns (2013年12月13日). “My philosophy for a happy life”. YouTube.   TEDx Talks. 2015年11月2日閲覧。
6. ↑  “Progeria Research Foundation – Our Story”. Progeria Research Foundation.   Progeria Research Foundation. 2014年1月15日閲覧。
7. ↑  “Progeria Research Foundation – Quick Facts”. Progeria Research Foundation.   Progeria Research Foundation. 2014年1月15日閲覧。
8. ↑  Berman (2013年10月16日). “Life According To Sam Berns”.  MedPage Today. 2014年1月14日閲覧。